# Dragon Player
Dragon Player je jednoduchý audio/video přehrávač pro prostředí KDE vystavěný na technologiích Phonon a Solid. Dragon Player navazuje na videopřehrávač Codeine (původně jej vytvořil Max Howell) z prostředí KDE 3. Dragon Player nyní vyvíjí Ian Monroe. Přehrávač podporuje titulky, přehrávání CD a DVD. Umožňuje nastavení videa (jas, kontrast). Jedná se o výchozí přehrávač v KDE 4 na Kubuntu 8.04.